# Guerra francotailandesa
La guerra francotailandesa (en tailandès: กรณีพิพาทอินโดจีน; en francès: Guerre franco-thaïlandaise; 1940–1941) fou un conflicte militar entre Tailàndia (Siam) i França per part dels territoris de la Indoxina francesa.

## Antecedents
El 12 de juny de 1940, el govern tailandès va signar un pacte de no-agressió amb França, però després de la caiguda de França, el general major Plaek Pibulsonggram (popularment conegut com a «Phibun»), primer ministre de Tailàndia, va veure l'oportunitat de recuperar els territoris abandonats a mans de França durant el regnat de Chulalongkorn (les províncies de Melu Prei i Tonle Repu el 1904 i les províncies de Battambang, Sisophon i Siem Reap el 1907, que havien estat cedides oficialment el 1867 a canvi del reconeixement del protectorat sobre el regne khmer) i també de venjar les humiliacions sofertes el 1893 (amb l'adscripció de Laos a la Indoxina francesa) i 1904.
L'ocupació militar alemanya de bona part de França va provocar que l'estat francès tingués dificultats per mantenir les possessions colonials, inclosa Indoxina. L'administració colonial no podia comptar amb l'ajuda de la metròpoli ni amb l'arribada de subministraments. Després de la invasió japonesa, el setembre de 1940, els francesos es van veure obligats a permetre al Japó d'establir guarnicions al seu territori. Aquesta acció va convèncer Phibun que França no podria resistir una confrontació amb Tailàndia. El primer pas del govern tailandès va jugar la carta diplomàtica, però el govern de Vichy va refusar retocar cap frontera amb Tailàndia; Phibun, llavors, va decidir actuar militarment.

## Forces enfrontades

### França de Vichy
Les forces militars franceses a la Indoxina consistien en un exèrcit d'aproximadament 50.000 homes, 12.000 dels quals eren francesos, organitzats en quaranta-un batallons d'infanteria, dos regiments d'artilleria i un batalló d'enginyers. La deficiència més òbvia de l'exèrcit francès era l'escassetat de vehicles blindats, ja que només disposava d'una vintena d'obsolets tancs Renault FT contra els gairebé cent vehicles blindats de l'exèrcit tailandès. La major part dels efectius francesos estacionats a prop de la frontera amb Tailàndia consistia en soldats indoxinesos dels regiments 3r i 4t dels Tirailleurs Tonkinois juntament amb un batalló de montagnards, soldats regulars francesos de la infanteria colonial i unitats de la Legió Estrangera.
L'exèrcit de l'aire tenia uns 100 avions, dels quals aproximadament 60 podien considerar-se de primera línia. Aquests incloïen trenta Potez 25 TOE de reconeixement i caçabombardeig, quatre bombarders pesants Farman 221, 6 bombarders Potez 542, nou caces Morane-Saulnier MS.406 i vuit hidroavions Loire 130 de reconeixement.
L'armada francesa a Indoxina disposava d'un creuer lleuger i quatre avisos.

### Tailàndia
Les forces terrestre tailandeses eren una força bastant ben equipada. Amb uns 60.000 homes, estaven formades per quatre exèrcits. Els més grans eren l'Exèrcit Burapha amb cinc divisions i l'Exèrcit Isan amb tres divisions. Les formacions independents sota el control directe de l'alt comandament de l'exèrcit incloïen dos batallons de cavalleria motoritzada, un batalló d'artilleria, un batalló de senyals, un batalló d'enginyers i un regiment blindat. L'artilleria era una barreja de canons Krupp i moderns canons i obusos Bofors. 60 tanquetes Carden-Loyd Mk.VI i 30 tancs Vickers 6-ton constituïen la major part de la força de tancs de l'exèrcit.
L'Armada Reial Tailandesa disposava de dos vaixells de defensa costanera de la classe Thonburi, 12 torpediners i quatre submarins de fabricació japonesa. La Reial Força Aèria Tailandesa tenia un avantatge quantitaiu i qualitatiu sobre la unitats locals de l'Armeé de l'air. Entre els 140 avions que componien la força de primera línia de les forces aèries hi havia 24 bombarders lleugers Mitsubishi Ki-30, nou bombarders pesants Mitsubishi K-21, 25 caces Curtiss 75N Hawk, 6 bombarders mitjans Martin 139WSM i WSM-2 i 70 avions d'observació i atac Vought V-93S.

## Operacions militars
Mentre es produïen manifestacions antifranceses a Bangkok, es van produir escaramusses al llarg de la frontera natural del riu Mekong. Aleshores, la Reial Força Aèria Tailandesa va iniciar un seguit de bombardejos diaris sobre objectius militars a Vientiane, Phnom Penh, Sisophon i Battambang amb total impunitat. Els francesos van contraatacar amb atacs aeris, però l'impacte dels seus bombardejos fou menor. L'activitat de les forces aèries tailandeses, principalment els bombardejos, van ser tan rellevants que l'almirall Jean Decoux, governador de la Indoxina francesa, va destacar amargament que els avions tailandesos semblaven pilotats per homes amb molta experiència bèl·lica.
El 5 de gener de 1941, després de l'informe sobre un atac francès a la ciutat fronterera d'Aranyaprathet, els exèrcits tailandesos Burapha i d'Isan van emprendre una ofensiva sobre Laos i Cambodja. La resposta francesa va ser instantània, però moltes unitats foren fàcilment superades a conseqüència del millor equipament de les forces siameses. Els tailandesos van avançar sobre Laos molt de pressa, però les tropes franceses de Cambodja van aconseguir oferir més resistència.
A l'alba del 16 de gener de 1941, els francesos van llançar un gran contraatac a les ciutats de Yang Dang Khum i Phum Preav, llavors sota control tailandès, fet que va iniciar la batalla més ferotge de la guerra. A causa de la manca de coordinació i la inexistència d'informació fidedigna sobre les ben preparades i atrinxerades tropes tailandeses, l'operació francesa quedà aturada; els combats van acabar quan les tropes colonials es van retirar de la zona. Tot i així, els tailandesos no van poder perseguir els francesos en retirada, en bona part perquè els seus tancs d'avantguarda estaven aturats a causa de l'artilleria de la Legió Estrangera.
Amb la situació deteriorant-se ràpidament pels francesos, l'almirall Decoux va ordenar a totes les forces navals franceses disponibles dirigir-se cap al golf de Tailàndia. A primera hora del 17 de gener, un esquadró naval francès va enxampar per sorpresa un destacament naval tailandès fondejat a l'illa de Ko Chang. En la batalla de Ko Chang el creuer lleuger Lamotte-Piquet i els canoners Dumont d'Urville, Amiral Charner, Marne i Tahure es van enforntar al guardacostes Dhonburi i a diversos torpediners; el resultat va ser una victòria important pels francesos, que, a més, provocà l'enfonsament de dos torpediners tailandesos i la retirada del servei del guardacostes, mentre que els francesos només van patir baixes menors.
El 24 de gener es va produir la darrera batalla aèria, amb l'atac de bombarders tailandesos contra l'aeròdrom d'Angkor, prop de Siem Reap. La darrera missió tailandesa, el bombardeig de Phnom Penh, va començar a les 07.10 del 28 de gener, quan els Martin del 50è esquadró de bombarders van atacar les posicions franceses a Sisophon, escortats per 13 Hawk 75N del 60è esquadró de combat.

## Armistici, pau i conseqüències
El Japó, frisós per garantir la cooperació militar de Tailàndia, intervingué ràpidament com a mediador del conflicte. Un ultimàtum del Japó imposà primer als dos bel·ligerants un armistici, signat el 28 de gener. El 9 de maig, França, sota pressió japonesa, signà un tractat de pau, segons el qual abandonava les províncies de Battambang i Siem Reap, capturades a Cambodja, i de Champassak i Sayaburi, capturades a Laos, que també cedí els territoris de la riba dreta del Mekong; en total, un territori de més de 97.000 km² habitats per 420.000 persones. A aquest tractat el seguí un altre entre França i Laos el 21 d'agost.
L'annexió d'aquests territoris per part de Tailàndia va provocar, al juliol de 1941, la imposició per part dels Estats Units d'un embargament als lliuraments de petroli al Japó i la creació, amb l'ajuda dels serveis secrets anglosaxons, del moviment seri thai (‘tailandesos lliures'), una organització clandestina antijaponesa. El govern tailandès va prometre oralment als japonesos acceptar la seva sol·licitud de pas lliure pel territori com a part de l'atac previst contra Malàisia. El 8 de desembre de 1941, Tailàndia encara no havia confirmat les sol·licituds japoneses i el Japó va decidir no esperar més; d'aquesta manera, per atacar Malàisia, va envair el territori de Tailàndia. Aquesta invasió acabà amb la batalla de Prachuab Khirikhan i un alto el foc unes hores després; poc després, Tailàndia es proclama aliada del Japó.
Després de la capitulació del Japó i el final de la Segona Guerra Mundial, els territoris annexionats per Tailàndia no van ser retornats a França fins al novembre de 1947, que no els va poder mantenir durant gaire temps, ja que els territoris d'Indoxina van obtenir la independència poc després.